# Campeonato Brasileiro de Futebol de 2010 - Série D
A Série D do Campeonato Brasileiro de Futebol de 2010 foi a segunda edição da competição de futebol equivalente à quarta divisão no Brasil. Foi disputada no segundo semestre de 2010 com a participação de 40 equipes, sendo 36 que obtiveram classificação através dos campeonatos estaduais ou torneios realizados por cada federação, mais as 4 últimas colocadas da Série C de 2009. Apenas os estados de Goiás e Roraima não indicaram nenhum representante.
Os semifinalistas Madureira, Araguaína e Guarany de Sobral garantiram o acesso à Série C de 2011. O América-AM também alcançou as semifinais, mas foi punido com a perda de seis pontos no pleno do Superior Tribunal de Justiça Desportiva por escalação de irregular de jogador na partida contra o Joinville, pelas quartas-de-final. A vaga na Série C foi repassada ao Joinville pelo STJD em 10 de dezembro, após a decisão do processo e homologada pela Confederação Brasileira de Futebol (CBF) em 15 de dezembro de 2010.
A final foi disputada entre o América de Manaus e o Guarany de Sobral, com o segundo assegurando o título após empate por 1–1 em Santarém, no Pará (local onde o América mandou o primeiro jogo), e goleada por 4–1 no interior cearense. Com a punição imposta ao América, o Guarany precisou aguardar para assegurar o título de campeão da Série D.

## Critérios de classificação
Um total de 40 vagas foram distribuídas para a disputa da Série D em 2010, obedecendo aos seguintes critérios: 
- Os quatro rebaixados da Série C de 2009;
- Os nove primeiros estados no Ranking Nacional das Federações, divulgado pela Confederação Brasileira de Futebol, tiveram direito a dois representantes cada, indicados através do desempenho nos campeonatos estaduais ou torneios realizados por cada federação estadual;
- Os demais 18 estados tiveram um representante cada, indicados através do desempenho nos campeonatos estaduais ou torneios realizados por cada federação estadual. (3) (5)

Os estados que não indicaram nenhum representante, tiveram a vaga repassada ao estado melhor posicionado no ranking da CBF, dentro do grupo da primeira fase. Caso a vaga ainda ficasse em aberto, seria aberta para outros estados dentro da região do clube desistente. Se ainda assim não houvesse clubes interessados, a vaga ficaria em aberto.
Nos estados onde existam times que já tenham vaga garantida nas Séries A, B ou C, as vagas foram repassadas conforme a classificação nos campeonatos estaduais.

## Forma de disputa
Na primeira fase os 40 clubes foram divididos em dez grupos de quatro clubes cada, agrupados regionalmente. Os dois primeiros de cada grupo classificaram-se a fase seguinte. Na segunda fase os 20 clubes restantes jogaram em sistema eliminatório em jogos de ida e volta, classificando o clube vencedor para a terceira fase. Na terceira fase os dez clubes restantes jogaram novamente em sistema eliminatório, classificando os vencedores mais os três clubes perdedores de melhor desempenho para a fase seguinte. A disputa seguiu no sistema eliminatório com 8 clubes, 4 clubes, até restarem os dois finalistas. Os semifinalistas se garantiram na Série C de 2011.

## Participantes
| Equipe              | Cidade           | Estado | Como se classificou                               | Estádio              | Capacidade  | Títulos        |
| ------------------- | ---------------- | ------ | ------------------------------------------------- | -------------------- | ----------- | -------------- |
| América             | Manaus           | AM     | Campeão do Estadual 2009                          | Chicão SESI          | 8 000 5 000 | 0 (não possui) |
| America             | Rio de Janeiro   | RJ     | 1° melhor colocado do Estadual 2010               | Édson Passos         | 12 840      | 0 (não possui) |
| Araguaína           | Araguaína        | TO     | Campeão do Estadual 2009                          | Mirandão             | 10 000      | 0 (não possui) |
| Botafogo (3)        | Guará            | DF     | 2º melhor colocado do Metropolitano 2010          | Bezerrão             | 20 000      | 0 (não possui) |
| Botafogo            | Ribeirão Preto   | SP     | 1º melhor colocado do Estadual 2010               | Santa Cruz           | 28 562      | 0 (não possui) |
| Brasília (3)        | Brasília         | DF     | 4º melhor colocado do Metropolitano 2010          | Abadião              | 4 000       | 0 (não possui) |
| Camaçari            | Camaçari         | BA     | 1° melhor colocado do Estadual 2010               | Armando Oliveira     | 7 000       | 0 (não possui) |
| Cametá (5)          | Cametá           | PA     | 4° melhor colocado do Estadual 2010               | Parque do Bacurau    | 5 000       | 0 (não possui) |
| Ceilândia           | Ceilândia        | DF     | Campeão do Metropolitano 2010                     | Abadião              | 4 000       | 0 (não possui) |
| CENE                | Campo Grande     | MS     | Campeão da Copa Governador de 2010                | Morenão              | 45 000      | 0 (não possui) |
| Central             | Caruaru          | PE     | 2º melhor colocado do Estadual 2010               | Lacerdão             | 15 000      | 0 (não possui) |
| Confiança           | Aracaju          | SE     | 19º colocado da Série C de 2009                   | Batistão             | 14 000      | 0 (não possui) |
| Cristal (2)         | Macapá           | AP     | Vice-campeão do Estadual 2009                     | Glicerão             | 5 630       | 0 (não possui) |
| CSA (1)             | Maceió           | AL     | Após desistências (1)                             | Rei Pelé             | 26 000      | 0 (não possui) |
| Flamengo            | Teresina         | PI     | Campeão da Copa Piauí de 2009                     | Albertão             | 44 200      | 0 (não possui) |
| Fluminense de Feira | Feira de Santana | BA     | Campeão da Copa Governador do Estado de 2009      | Joia da Princesa     | 16 274      | 0 (não possui) |
| Guarany             | Sobral           | CE     | 1° melhor colocado do Estadual 2010               | Junco                | 17 000      | 0 (não possui) |
| Iraty               | Irati            | PR     | 1° melhor colocado do Estadual 2010               | Coronel Emílio Gomes | 4 579       | 0 (não possui) |
| Joinville           | Joinville        | SC     | 1° melhor colocado do Estadual 2010               | Arena Joinville      | 22 500      | 0 (não possui) |
| JV Lideral          | Imperatriz       | MA     | Campeão do Estadual 2009                          | Walter Lira          | 1 200       | 0 (não possui) |
| Madureira           | Rio de Janeiro   | RJ     | Vice-campeão da Copa Rio de 2009                  | Conselheiro Galvão   | 10 000      | 0 (não possui) |
| Marcílio Dias       | Itajaí           | SC     | 20º colocado da Série C de 2009                   | Hercílio Luz         | 10 000      | 0 (não possui) |
| Metropolitano       | Blumenau         | SC     | Vice-campeão da Copa Santa Catarina de 2009       | Bernardo Werner      | 4 500       | 0 (não possui) |
| Mixto               | Cuiabá           | MT     | 18º colocado da Série C de 2009                   | Verdão               | 16 500      | 0 (não possui) |
| Náuas               | Cruzeiro do Sul  | AC     | 1º melhor colocado do Estadual 2010               | Totão                | 2 000       | 0 (não possui) |
| Oeste               | Itápolis         | SP     | 2º melhor colocado do Estadual 2010               | Estádio dos Amaros   | 16 143      | 0 (não possui) |
| Operário            | Ponta Grossa     | PR     | 2° melhor colocado do Estadual 2010               | Germano Krüger       | 8 620       | 0 (não possui) |
| Pelotas (7)         | Pelotas          | RS     | 3º melhor colocado do Estadual de 2010            | Boca do Lobo         | 23 336      | 0 (não possui) |
| Potiguar (6)        | Mossoró          | RN     | 5º melhor colocado do Estadual de 2010            | Nogueirão            | 30 000      | 0 (não possui) |
| Remo                | Belém            | PA     | 1° melhor colocado do Estadual 2010               | Baenão               | 17 518      | 0 (não possui) |
| Rio Branco          | Vitória          | ES     | Campeão do Estadual 2010                          | Ninho da Águia       | 10 000      | 0 (não possui) |
| River Plate         | Carmópolis       | SE     | Campeão do Estadual 2010                          | Batistão             | 14 000      | 0 (não possui) |
| Sampaio Corrêa      | São Luís         | MA     | 17º colocado da Série C de 2009                   | Nhozinho Santos      | 16 500      | 0 (não possui) |
| Santa Cruz          | Recife           | PE     | 1° melhor colocado do Estadual 2010               | Arruda               | 68 044      | 0 (não possui) |
| São José            | Porto Alegre     | RS     | 1° melhor colocado do Estadual de 2010            | Passo D'Areia        | 9 000       | 0 (não possui) |
| Treze               | Campina Grande   | PB     | Campeão do Estadual 2010                          | Presidente Vargas    | 10 000      | 0 (não possui) |
| Tupi                | Juiz de Fora     | MG     | 2° melhor colocado do Estadual 2010               | Mario Helênio        | 35 000      | 0 (não possui) |
| Uberaba (4)         | Uberaba          | MG     | 5º melhor colocado do Estadual 2010               | Uberabão             | 25 000      | 0 (não possui) |
| Vila Aurora         | Rondonópolis     | MT     | Campeão da Copa Governador de Mato Grosso de 2009 | Luthero Lopes        | 18 000      | 0 (não possui) |
| Vilhena             | Vilhena          | RO     | Campeão do Estadual 2010                          | Portal da Amazônia   | 7 000       | 0 (não possui) |

- (1) O Murici desistiu oficialmente da vaga devido as enchentes que atingiram o estado de Alagoas. Como nenhum outro clube da primeira divisão interessou-se pela vaga, esta foi repassada ao CSA, clube que disputou a segunda divisão estadual em 2010.[8]
- (2) O Santana desistiu oficialmente da vaga, sendo repassada ao Cristal.[9]
- (3) Nenhuma equipe de Goiás quis disputar a competição e o estado não indicou nenhum representante.[10] As vagas foram repassadas ao Distrito Federal, estado melhor posicionado no Ranking Nacional das Federações. Botafogo-DF, 3º colocado no Metropolitano de 2010, e Brasília, 6º colocado, ficaram com as vagas.[11]
- (4) O Democrata de Governador Valadares, 1º melhor colocado, desistiu da vaga, sendo repassada ao Villa Nova (4º), que também desistiu e a vaga finalmente foi ocupada pelo Uberaba.[12]
- (5) Nenhuma equipe de Roraima quis disputar a competição e o estado não indicou nenhum representante. A vaga foi repassada ao Pará, estado melhor posicionado no Ranking Nacional das Federações. O Cametá, 4º colocado no Estadual de 2010, ficou com a vaga.[13]
- (6) O Corintians de Caicó, vice-campeão, e o Santa Cruz, 4º colocado, desistiram oficialmente da vaga, sendo repassada ao Potiguar de Mossoró.[14]
- (7) O Veranópolis, 5º colocado, desistiu da vaga, sendo repassada ao Pelotas.[15]

### Por localidade
Estado
| - Distrito Federal: 3 participantes - Santa Catarina: 3 participantes - Bahia: 2 participantes - Maranhão: 2 participantes - Mato Grosso: 2 participantes - Minas Gerais: 2 participantes - Pará: 2 participantes - Paraná: 2 participantes - Pernambuco: 2 participantes - Rio de Janeiro: 2 participantes - Rio Grande do Sul: 2 participantes - São Paulo: 2 participantes - Sergipe: 2 participantes | - Acre: 1 participante - Alagoas: 1 participante - Amapá: 1 participante - Amazonas: 1 participante - Ceará: 1 participante - Espírito Santo: 1 participante - Mato Grosso do Sul: 1 participante - Paraíba: 1 participante - Piauí: 1 participante - Rio Grande do Norte: 1 participante - Rondônia: 1 participante - Tocantins: 1 participante |

Região
- Nordeste: 13 participantes
- Norte: 7 participantes
- Sudeste: 7 participantes
- Sul: 7 participantes
- Centro-Oeste: 6 participantes

## Primeira fase

### Grupo A1
| 1 | Remo       | 11 | 6 | 3 | 2 | 1 | 9  | 5  | +4 |
| 2 | América-AM | 9  | 6 | 2 | 3 | 1 | 9  | 7  | +2 |
| 3 | Cametá     | 8  | 6 | 2 | 2 | 2 | 10 | 8  | +2 |
| 4 | Cristal    | 4  | 6 | 1 | 1 | 4 | 4  | 12 | -8 |

| América-AM | —   | 0–0 | 3–1 | 1–1 |
| Cametá     | 3–3 | —   | 2–0 | 3–1 |
| Cristal    | 1–2 | 2–1 | —   | 0–0 |
| Remo       | 1–0 | 2–1 | 4–0 | —   |

### Grupo A2
| 1 | Mixto       | 16 | 6 | 5 | 1 | 0 | 13 | 4  | +9  |
| 2 | Vila Aurora | 11 | 6 | 3 | 2 | 1 | 8  | 5  | +3  |
| 3 | Vilhena     | 6  | 6 | 2 | 0 | 4 | 6  | 6  | 0   |
| 4 | Náuas       | 1  | 6 | 0 | 1 | 5 | 3  | 15 | -12 |

| Mixto       | —   | 5–1 | 1–1 | 1–0 |
| Náuas       | 0–2 | —   | 0–1 | 0–2 |
| Vila Aurora | 1–2 | 2–2 | —   | 2–0 |
| Vilhena     | 1–2 | 3–0 | 0–1 | —   |

### Grupo A3
| 1 | Guarany de Sobral | 9 | 6 | 2 | 3 | 1 | 13 | 7  | +6  |
| 2 | Sampaio Corrêa    | 9 | 6 | 2 | 3 | 1 | 9  | 5  | +4  |
| 3 | JV Lideral        | 9 | 6 | 2 | 3 | 1 | 6  | 6  | 0   |
| 4 | Flamengo-PI       | 3 | 6 | 0 | 3 | 3 | 4  | 14 | -10 |

| Flamengo-PI       | —   | 2–2 | 1–1 | 0–1 |
| Guarany de Sobral | 5–0 | —   | 4–0 | 0–0 |
| JV Lideral        | 0–0 | 3–0 | —   | 0–0 |
| Sampaio Corrêa    | 5–1 | 2–2 | 1–2 | —   |

### Grupo A4
| 1 | CSA                 | 15 | 6 | 5 | 0 | 1 | 13 | 7  | +6 |
| 2 | Santa Cruz          | 11 | 6 | 3 | 2 | 1 | 6  | 3  | +3 |
| 3 | Confiança           | 8  | 6 | 2 | 2 | 2 | 6  | 6  | 0  |
| 4 | Potiguar de Mossoró | 0  | 6 | 0 | 0 | 6 | 3  | 12 | -9 |

| Confiança           | —   | 1–2 | 1–0 | 1–1 |
| CSA                 | 3–1 | —   | 2–0 | 1–2 |
| Potiguar de Mossoró | 0–2 | 3–4 | —   | 0–1 |
| Santa Cruz          | 0–0 | 0–1 | 2–0 | —   |

### Grupo A5
| 1 | Treze               | 12 | 6 | 4 | 0 | 2 | 10 | 6  | +4 |
| 2 | Fluminense de Feira | 10 | 6 | 3 | 1 | 2 | 10 | 9  | +1 |
| 3 | River Plate-SE      | 8  | 6 | 2 | 2 | 2 | 10 | 12 | -2 |
| 4 | Central             | 4  | 6 | 1 | 1 | 4 | 10 | 13 | -3 |

| Central             | —   | 0–1 | 5–2 | 0–1 |
| Fluminense de Feira | 2–1 | —   | 2–3 | 3–2 |
| River Plate-SE      | 3–3 | 1–1 | —   | 1–0 |
| Treze               | 4–1 | 2–1 | 1–0 | —   |

### Grupo A6
| 1 | Brasília    | 9 | 6 | 2 | 3 | 1 | 7 | 6 | +1 |
| 2 | Araguaína   | 9 | 6 | 2 | 3 | 1 | 6 | 5 | +1 |
| 3 | Ceilândia   | 8 | 6 | 2 | 2 | 2 | 7 | 7 | 0  |
| 4 | Botafogo-DF | 4 | 6 | 0 | 4 | 2 | 4 | 6 | -2 |

| Araguaína   | —   | 1–0 | 1–1 | 2–1 |
| Botafogo-DF | 0–0 | —   | 0–0 | 1–1 |
| Brasília    | 2–2 | 2–1 | —   | 2–0 |
| Ceilândia   | 1–0 | 2–2 | 2–0 | —   |

### Grupo A7
| 1 | Uberaba       | 13 | 6 | 4 | 1 | 1 | 18 | 7  | +11 |
| 2 | Rio Branco-ES | 10 | 6 | 3 | 1 | 2 | 14 | 12 | +2  |
| 3 | America       | 10 | 6 | 3 | 1 | 2 | 11 | 12 | -1  |
| 4 | Camaçari      | 1  | 6 | 0 | 1 | 5 | 4  | 16 | -12 |

| America       | —   | 2–1 | 3–2 | 1–1 |
| Camaçari      | 0–2 | —   | 1–1 | 1–3 |
| Rio Branco-ES | 4–1 | 4–1 | —   | 2–0 |
| Uberaba       | 4–2 | 4–0 | 6–1 | —   |

### Grupo A8
| 1 | Madureira   | 10 | 6 | 3 | 1 | 2 | 9 | 11 | -2 |
| 2 | Tupi        | 9  | 6 | 2 | 3 | 1 | 7 | 4  | +3 |
| 3 | CENE        | 9  | 6 | 2 | 3 | 1 | 8 | 6  | +2 |
| 4 | Botafogo-SP | 4  | 6 | 1 | 1 | 4 | 5 | 8  | -3 |

| Botafogo-SP | —   | 0–1 | 0–1 | 1–1 |
| CENE        | 0–1 | —   | 4–2 | 1–1 |
| Madureira   | 4–3 | 1–1 | —   | 1–0 |
| Tupi        | 1–0 | 1–1 | 3–0 | —   |

### Grupo A9
| 1 | Joinville   | 11 | 6 | 3 | 2 | 1 | 7 | 4 | +3 |
| 2 | Operário-PR | 10 | 6 | 3 | 1 | 2 | 3 | 3 | 0  |
| 3 | São José-RS | 7  | 6 | 2 | 1 | 3 | 6 | 6 | 0  |
| 4 | Oeste       | 5  | 6 | 1 | 2 | 3 | 3 | 6 | -3 |

| Joinville   | —   | 2–1 | 2–0 | 2–1 |
| Oeste       | 0–0 | —   | 0–0 | 1–0 |
| Operário-PR | 1–0 | 1–0 | —   | 1–0 |
| São José-RS | 1–1 | 3–1 | 1–0 | —   |

### Grupo A10
| 1 | Metropolitano | 11 | 6 | 3 | 2 | 1 | 9 | 5 | +4 |
| 2 | Iraty         | 9  | 6 | 2 | 3 | 1 | 8 | 8 | 0  |
| 3 | Pelotas       | 8  | 6 | 2 | 2 | 2 | 9 | 6 | +3 |
| 4 | Marcílio Dias | 3  | 6 | 0 | 3 | 3 | 2 | 9 | -7 |

| Iraty         | —   | 1–0 | 3–3 | 2–1 |
| Marcílio Dias | 0–0 | —   | 0–2 | 1–1 |
| Metropolitano | 2–0 | 1–1 | —   | 1–0 |
| Pelotas       | 2–2 | 4–0 | 1–0 | —   |

## Segunda e terceira fase
|  | Segunda fase        | Segunda fase   | Segunda fase | Segunda fase |   |                   | Terceira fase | Terceira fase | Terceira fase | Terceira fase |
|  |                     |                |              |              |   |                   |               |               |               |               |
|  | América-AM (gf)     | 3              | 2            | 5            |   |                   |               |               |               |               |
|  | Mixto               | 1              | 4            | 5            |   |                   |               |               |               |               |
|  | Mixto               | 1              | 4            | 5            |   | América-AM[a]     | 1             | 0             | 1             |               |
|  |                     |                |              |              |   | América-AM[a]     | 1             | 0             | 1             |               |
|  |                     | Vila Aurora    | 0            | 3            | 3 |                   |               |               |               |               |
|  | Vila Aurora (gf)    | Vila Aurora    | 0            | 3            | 3 | 0                 | 1             | 1             |               |               |
|  | Vila Aurora (gf)    |                |              |              |   | 0                 | 1             | 1             |               |               |
|  | Remo                | 0              | 1            | 1            |   |                   |               |               |               |               |
|  | Remo                | 0              | 1            | 1            |   |                   |               |               |               |               |
|  |                     |                |              |              |   |                   |               |               |               |               |
|  | Santa Cruz          | 4              | 0            | 4            |   |                   |               |               |               |               |
|  | Guarany de Sobral   | 3              | 2            | 5            |   |                   |               |               |               |               |
|  | Guarany de Sobral   | 3              | 2            | 5            |   | Guarany de Sobral | 3             | 1             | 4             |               |
|  |                     |                |              |              |   | Guarany de Sobral | 3             | 1             | 4             |               |
|  |                     | Sampaio Corrêa | 2            | 1            | 3 |                   |               |               |               |               |
|  | Sampaio Corrêa      | Sampaio Corrêa | 2            | 1            | 3 | 5                 | 2             | 7             |               |               |
|  | Sampaio Corrêa      |                |              |              |   | 5                 | 2             | 7             |               |               |
|  | CSA                 | 0              | 2            | 2            |   |                   |               |               |               |               |
|  | CSA                 | 0              | 2            | 2            |   |                   |               |               |               |               |
|  |                     |                |              |              |   |                   |               |               |               |               |
|  | Araguaína (gf)      | 1              | 2            | 3            |   |                   |               |               |               |               |
|  | Treze               | 1              | 2            | 3            |   |                   |               |               |               |               |
|  | Treze               | 1              | 2            | 3            |   | Araguaína         | 4             | 2             | 6             |               |
|  |                     |                |              |              |   | Araguaína         | 4             | 2             | 6             |               |
|  |                     | Brasília       | 3            | 1            | 4 |                   |               |               |               |               |
|  | Fluminense de Feira | Brasília       | 3            | 1            | 4 | 1                 | 0             | 1             |               |               |
|  | Fluminense de Feira |                |              |              |   | 1                 | 0             | 1             |               |               |
|  | Brasília            | 0              | 3            | 3            |   |                   |               |               |               |               |
|  | Brasília            | 0              | 3            | 3            |   |                   |               |               |               |               |
|  |                     |                |              |              |   |                   |               |               |               |               |
|  | Rio Branco-ES       | 1              | 1            | 2            |   |                   |               |               |               |               |
|  | Madureira           | 1              | 2            | 3            |   |                   |               |               |               |               |
|  | Madureira           | 1              | 2            | 3            |   | Madureira         | 3             | 0             | 3             |               |
|  |                     |                |              |              |   | Madureira         | 3             | 0             | 3             |               |
|  |                     | Uberaba[a]     | 1            | 0            | 0 |                   |               |               |               |               |
|  | Tupi                | Uberaba[a]     | 1            | 0            | 0 | 2                 | 0             | 2             |               |               |
|  | Tupi                |                |              |              |   | 2                 | 0             | 2             |               |               |
|  | Uberaba             | 2              | 2            | 4            |   |                   |               |               |               |               |
|  | Uberaba             | 2              | 2            | 4            |   |                   |               |               |               |               |
|  |                     |                |              |              |   |                   |               |               |               |               |
|  | Operário-PR         | 1              | 3            | 4            |   |                   |               |               |               |               |
|  | Metropolitano       | 0              | 2            | 2            |   |                   |               |               |               |               |
|  | Metropolitano       | 0              | 2            | 2            |   | Operário-PR[a]    | 0             | 0             | 0             |               |
|  |                     |                |              |              |   | Operário-PR[a]    | 0             | 0             | 0             |               |
|  |                     | Joinville      | 0            | 1            | 1 |                   |               |               |               |               |
|  | Iraty               | Joinville      | 0            | 1            | 1 | 0                 | 0             | 0             |               |               |
|  | Iraty               |                |              |              |   | 0                 | 0             | 0             |               |               |
|  | Joinville           | 2              | 2            | 4            |   |                   |               |               |               |               |

- a. ^ Também avançaram à próxima fase como os melhores entre os perdedores.

### Classificação
Vencedores dos confrontos
| 1 | Joinville         | 21 | 10 | 6 | 3 | 1 | 12 | 4  | +8 |
| 2 | Madureira         | 18 | 10 | 5 | 3 | 2 | 15 | 14 | +1 |
| 3 | Araguaína         | 17 | 10 | 4 | 5 | 1 | 15 | 12 | +3 |
| 4 | Guarany de Sobral | 16 | 10 | 4 | 4 | 2 | 22 | 14 | +8 |
| 5 | Vila Aurora       | 16 | 10 | 4 | 4 | 2 | 12 | 7  | +5 |

Perdedores dos confrontos
| 6  | Uberaba        | 18 | 10 | 5 | 3 | 2 | 23 | 12 | +11 |
| 7  | Operário-PR    | 17 | 10 | 5 | 2 | 3 | 7  | 6  | +1  |
| 8  | América-AM     | 15 | 10 | 4 | 3 | 3 | 15 | 15 | 0   |
| 9  | Sampaio Corrêa | 14 | 10 | 3 | 5 | 2 | 19 | 11 | +8  |
| 10 | Brasília       | 13 | 10 | 3 | 4 | 3 | 14 | 13 | +1  |

## Fase final
|  | Quartas de final  | Quartas de final       | Quartas de final | Quartas de final |   |             | Semifinais | Semifinais | Semifinais | Semifinais |  |             | Final | Final | Final | Final |  |  |
|  |                   |                        |                  |                  |   |             |            |            |            |            |  |             |       |       |       |       |  |  |
|  |                   |                        |                  |                  |   |             |            |            |            |            |  |             |       |       |       |       |  |  |
|  | América-AM*       | 2                      | 1                | 3                |   |             |            |            |            |            |  |             |       |       |       |       |  |  |
|  | Joinville         | 1                      | 1                | 2                |   |             |            |            |            |            |  |             |       |       |       |       |  |  |
|  | Joinville         | 1                      | 1                | 2                |   | América-AM* | 1          | 2          | 3          |            |  |             |       |       |       |       |  |  |
|  |                   |                        |                  |                  |   | América-AM* | 1          | 2          | 3          |            |  |             |       |       |       |       |  |  |
|  |                   | Madureira              | 2                | 0                | 2 |             |            |            |            |            |  |             |       |       |       |       |  |  |
|  | Operário-PR       | Madureira              | 2                | 0                | 2 | 2           | 2          | 4          |            |            |  |             |       |       |       |       |  |  |
|  | Operário-PR       |                        |                  |                  |   | 2           | 2          | 4          |            |            |  |             |       |       |       |       |  |  |
|  | Madureira         | 4                      | 6                | 10               |   |             |            |            |            |            |  |             |       |       |       |       |  |  |
|  | Madureira         | 4                      | 6                | 10               |   |             |            |            |            |            |  | América-AM* | 1     | 1     | 2     |       |  |  |
|  |                   |                        |                  |                  |   |             |            |            |            |            |  | América-AM* | 1     | 1     | 2     |       |  |  |
|  |                   | Guarany de Sobral      | 1                | 4                | 5 |             |            |            |            |            |  |             |       |       |       |       |  |  |
|  | Uberaba           | Guarany de Sobral      | 1                | 4                | 5 | 0           | 0          | 0 (2)      |            |            |  |             |       |       |       |       |  |  |
|  | Uberaba           |                        |                  |                  |   | 0           | 0          | 0 (2)      |            |            |  |             |       |       |       |       |  |  |
|  | Araguaína (pen)   | 0                      | 0                | 0 (3)            |   |             |            |            |            |            |  |             |       |       |       |       |  |  |
|  | Araguaína (pen)   | 0                      | 0                | 0 (3)            |   | Araguaína   | 2          | 0          | 2          |            |  |             |       |       |       |       |  |  |
|  |                   |                        |                  |                  |   | Araguaína   | 2          | 0          | 2          |            |  |             |       |       |       |       |  |  |
|  |                   | Guarany de Sobral (gf) | 2                | 0                | 2 |             |            |            |            |            |  |             |       |       |       |       |  |  |
|  | Vila Aurora       | Guarany de Sobral (gf) | 2                | 0                | 2 | 0           | 1          | 1          |            |            |  |             |       |       |       |       |  |  |
|  | Vila Aurora       |                        |                  |                  |   | 0           | 1          | 1          |            |            |  |             |       |       |       |       |  |  |
|  | Guarany de Sobral | 2                      | 2                | 4                |   |             |            |            |            |            |  |             |       |       |       |       |  |  |

*O América-AM foi punido com a perda de seis pontos mais os pontos ganhos contra o Joinville (quatro no total) por escalação irregular de jogador.
| Aumento | Equipes promovidas à Série C de 2011 |

## Premiação
| Campeão Brasileiro 2010 Série D   |
| Ceará                             |
| --------------------------------- |
| Guarany Sporting Club (1º título) |

## Maiores públicos
Esses são os dez maiores públicos do Campeonato:
| Nº | Público | Mandante       | Placar | Visitante           | Estádio         | Data           |
| -- | ------- | -------------- | ------ | ------------------- | --------------- | -------------- |
| 1  | 50 879  | Santa Cruz     | 4–3    | Guarany de Sobral   | Arruda          | 5 de setembro  |
| 2  | 25 564  | Santa Cruz     | 2–0    | Potiguar de Mossoró | Arruda          | 15 de agosto   |
| 2  | 25 564  | Santa Cruz     | 0–0    | Confiança           | Arruda          | 1 de agosto    |
| 4  | 20 263  | Remo           | 1–1    | Vila Aurora         | Mangueirão      | 12 de setembro |
| 5  | 18 948  | Santa Cruz     | 0–1    | CSA                 | Arruda          | 18 de julho    |
| 6  | 12 668  | Joinville      | 1–1    | América-AM          | Arena Joinville | 17 de outubro  |
| 7  | 11 491  | CSA            | 1–2    | Santa Cruz          | Rei Pelé        | 22 de agosto   |
| 8  | 9 417   | Sampaio Corrêa | 1–1    | Guarany de Sobral   | Nhozinho Santos | 2 de outubro   |
| 9  | 9 317   | Central        | 0–1    | Treze               | Lacerdão        | 1 de agosto    |
| 10 | 9 143   | CSA            | 2–0    | Potiguar de Mossoró | Rei Pelé        | 8 de agosto    |

- i. ^ Considera-se apenas o público pagante

## Classificação geral
| 1  | Guarany de Sobral   | 28 | 16 | 7 | 7 | 2 | 33 | 19 | +14 |
| 2  | Madureira           | 27 | 14 | 8 | 3 | 3 | 27 | 21 | +6  |
| 3  | Araguaína           | 21 | 14 | 4 | 9 | 1 | 17 | 14 | +3  |
| 4  | Joinville           | 22 | 12 | 6 | 4 | 2 | 14 | 7  | +7  |
| 5  | Uberaba             | 20 | 12 | 5 | 5 | 2 | 23 | 12 | +11 |
| 6  | Operário-PR         | 17 | 12 | 5 | 2 | 5 | 11 | 16 | -5  |
| 7  | Vila Aurora         | 16 | 12 | 4 | 4 | 4 | 13 | 11 | +2  |
| 8  | América-AM          | 13 | 16 | 6 | 5 | 5 | 23 | 24 | -1  |
| 9  | Sampaio Corrêa      | 14 | 10 | 3 | 5 | 2 | 19 | 11 | +8  |
| 10 | Brasília            | 12 | 10 | 3 | 3 | 4 | 14 | 13 | +1  |
| 11 | Mixto               | 19 | 8  | 6 | 1 | 1 | 18 | 9  | +9  |
| 12 | CSA                 | 16 | 8  | 5 | 1 | 2 | 15 | 14 | +1  |
| 13 | Treze               | 14 | 8  | 4 | 2 | 2 | 13 | 9  | +4  |
| 14 | Santa Cruz          | 14 | 8  | 4 | 2 | 2 | 10 | 8  | +2  |
| 15 | Fluminense de Feira | 13 | 8  | 4 | 1 | 3 | 11 | 12 | -1  |
| 16 | Remo                | 13 | 8  | 3 | 4 | 1 | 10 | 6  | +4  |
| 17 | Metropolitano       | 11 | 8  | 3 | 2 | 3 | 11 | 9  | +2  |
| 18 | Rio Branco-ES       | 11 | 8  | 3 | 2 | 3 | 16 | 15 | +1  |
| 19 | Tupi                | 10 | 8  | 2 | 4 | 2 | 9  | 8  | +1  |
| 20 | Iraty               | 9  | 8  | 2 | 3 | 3 | 8  | 12 | -4  |
| 21 | America             | 10 | 6  | 3 | 1 | 2 | 11 | 12 | -1  |
| 22 | CENE                | 9  | 6  | 2 | 3 | 1 | 8  | 6  | +2  |
| 23 | JV Lideral          | 9  | 6  | 2 | 3 | 1 | 6  | 6  | 0   |
| 24 | Pelotas             | 8  | 6  | 2 | 2 | 2 | 9  | 6  | +3  |
| 25 | Cametá              | 8  | 6  | 2 | 2 | 2 | 10 | 8  | +2  |
| 26 | Ceilândia           | 8  | 6  | 2 | 2 | 2 | 7  | 7  | 0   |
| 27 | Confiança           | 8  | 6  | 2 | 2 | 2 | 6  | 6  | 0   |
| 28 | River Plate-SE      | 8  | 6  | 2 | 2 | 2 | 10 | 12 | -2  |
| 29 | São José-RS         | 7  | 6  | 2 | 1 | 3 | 6  | 6  | 0   |
| 30 | Vilhena             | 6  | 6  | 2 | 0 | 4 | 6  | 6  | 0   |
| 31 | Oeste               | 5  | 6  | 1 | 2 | 3 | 3  | 6  | -3  |
| 32 | Central             | 4  | 6  | 1 | 1 | 4 | 10 | 13 | -3  |
| 33 | Botafogo-SP         | 4  | 6  | 1 | 1 | 4 | 5  | 8  | -3  |
| 34 | Cristal             | 4  | 6  | 1 | 1 | 4 | 4  | 12 | -8  |
| 35 | Botafogo-DF         | 4  | 6  | 0 | 4 | 2 | 4  | 6  | -2  |
| 36 | Marcílio Dias       | 3  | 6  | 0 | 3 | 3 | 2  | 9  | -7  |
| 37 | Flamengo-PI         | 3  | 6  | 0 | 3 | 3 | 4  | 14 | -10 |
| 38 | Camaçari            | 1  | 6  | 0 | 1 | 5 | 4  | 16 | -12 |
| 39 | Náuas               | 1  | 6  | 0 | 1 | 5 | 3  | 15 | -12 |
| 40 | Potiguar de Mossoró | 0  | 6  | 0 | 0 | 6 | 3  | 12 | -9  |

|  | Promovido à Série C de 2011 e finalista.                  |
|  | Promovidos à Série C de 2011 e eliminados nas semifinais. |
|  | Promovidos à Série C de 2011 após decisão do STJD.        |
|  | Eliminados nas quartas-de-final.                          |
|  | Eliminado após decisão do STJD.                           |
|  | Eliminados na terceira fase.                              |
|  | Eliminados na segunda fase.                               |
|  | Eliminados na primeira fase.                              |